# 18ª Armata combinata
La 18ª Armata combinata (in russo 18-я общевойсковая армия?, 18-ja obščevojskovaja armija, unità militare 73954) è una formazione delle Forze terrestri russe, facente parte del Distretto militare meridionale e con base a Sinferopoli, capitale della de facto Repubblica russa di Crimea dal 2014.

## Storia
Formatasi nella Crimea russa come parte del Distretto militare meridionale accorpando il 22º e del 40º Corpo d'armata, la creazione della 18ª Armata è stata annunciata da Oleg Marzoev, un ufficiale della 58ª Armata combinata delle guardie, il 18 agosto 2023. Ciò è avvenuto come parte di una riforma più ampia del Ministero della difesa russo volta a spogliare la Marina russa delle unità terrestri, in questo caso la Flotta del Mar Nero. Marzoev ha affermato che la 18ª Armata fosse una delle "più grandi" unità dell'esercito russo e che fosse stata dispiegata nell'oblast' di Cherson per contrastare la controffensiva ucraina del 2023. Il Ministero della difesa del Regno Unito ha valutato che la creazione della 18ª Armata avrebbe dovuto togliere pressione alle unità russe d'élite, come le Forze aviotrasportate, verso altre sezioni più calde del fronte.
Fonti russe hanno riferito che l'unità ha affrontato le forze ucraine nei pressi di Kozači Laheri nel novembre 2023.
Il 13 febbraio 2024, vicino alla città di Olešky nella regione di Cherson, il vicecomandante dell'armata, colonnello Magomedali Magomedžanov, è stato ferito gravemente a seguito di scontri vicino al fiume Dnepr, morendo in seguito in ospedale. Fonti russe hanno riferito il 13 e 14 aprile 2024 che il comando militare russo ha licenziato il comandante dell'armata, il tenente generale Arkadij Marzoev.

## Ordine di battaglia
- 22º Corpo d'armata (unità militare 73954)[1]
  -  126ª Brigata difesa costiera delle guardie "Gorlovka" (unità militare 12676)
  -  127ª Brigata ricognizione (unità militare 87714)
  -  8º Reggimento artiglieria delle guardie (unità militare 87714)
  -  1096º Reggimento missilistico contraereo (unità militare 83576)
  - 1253º Reggimento fucilieri motorizzato (unità militare 29684)
  - 4º Reggimento difesa NBC (unità militare 86862)
- 40º Corpo d'armata[1]
  - 47ª Divisione fucilieri motorizzata
  - 144ª Brigata fucilieri motorizzata (unità militare 11739)[11]
- 70ª Divisione fucilieri motorizzata[1][12]
  - 24º Reggimento fucilieri motorizzato (unità militare 12266)
  - 26º Reggimento fucilieri motorizzato (unità militare 12267)
  - 28º Reggimento fucilieri motorizzato (unità militare 12269)
  - 17º Reggimento corazzato (unità militare 12315)
- 74ª Brigata artiglieria (unità militare 11742)[12]
- 85ª Brigata comando (unità militare 70270)
- 133ª Brigata logistica (unità militare 73998)
- 36º Reggimento genio (unità militare 66474)

## Comandanti
- Tenente generale Arkadij Marzoev (2023 - maggio 2024)[1]
- Maggior generale Andrej Pjataev (maggio 2024 - in carica)[13][14]